# Warg

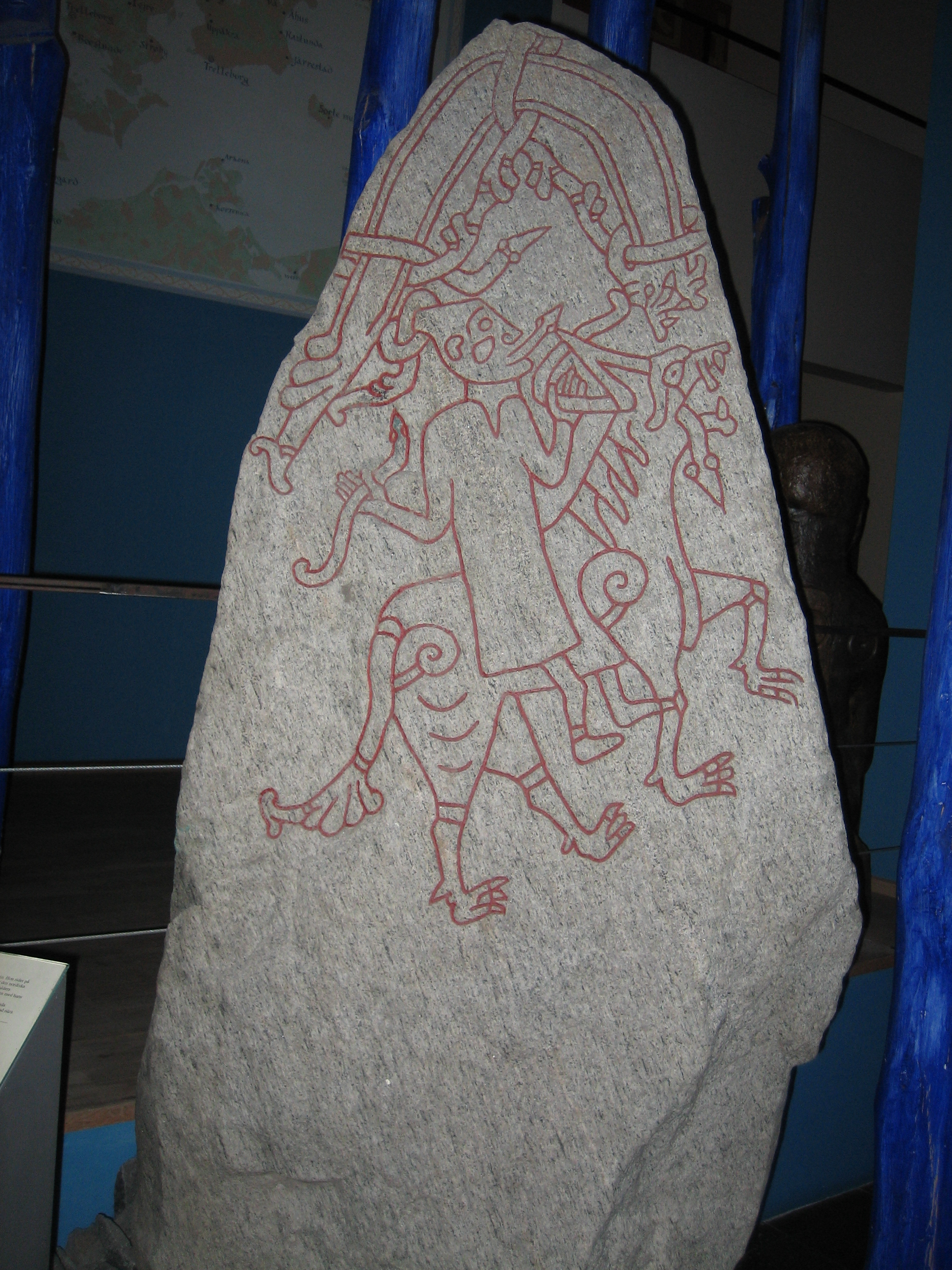
Um condutor de warg numa imagem do antigo monumento de Hunnestad

Warg (em inglês antigo: wearg) é um termo nórdico atestado desde a Idade Média e que caracterizava um tipo específico de criminoso. Na Inglaterra anglo-saxã, há nove referências em 13 textos anglo-saxões, sobretudo ligados aos locais nos quais os criminosos foram executados, com o mais antigo datado de 891 e o mais novo de 1046. Desde as codificações do século XI aparecia como "cabeça de lobo" e tal acepção continuou em uso até meados do século XIV. Na literatura e poesia medieval tardia, remetia a ambientes selvagens. Na Escandinávia, na variante vargr, era termo legal amplamente usado para designar fugitivos e criminosos exilados na vida selvagem, embora desde o século XIII passou a designar lobos, subordinando o nórdico úlfr e suplantando o sueco ulv. A transição, na Inglaterra e Escandinávia, da sua significa humana à significação lupina é desconhecida.

## Etimologia
No proto-germânico, *wargaz significa "estrangulamento". Disso, evoluiu para wearg e então warg no inglês antigo e vargr no nórdico antigo.